# Akiba Takashi
Akiba Takashi (jap. 秋葉 隆; * 5. Oktober 1888 Präfektur Chiba; † 16. Oktober 1954) war ein japanischer Soziologe.
Akiba war bis zum Ende des Zweiten Weltkrieges Soziologieprofessor an der Universität Keijo (Seoul) und von 1948 bis 1954 an der Aichi-Universität. Mit seinen Einzelfallstudien über die Volkskultur Koreas, der Mandschurei und der Mongolei, in denen er seine Aufmerksamkeit auf Zauberei und Schamanismus richtete, leistete er einen bedeutenden Beitrag zur Religionssoziologie.

## Schriften (Auswahl)
- Die Ethnographie der Mandschurei, 1938.[1]
- Rasse und Religion der Mandschurei und Mongolei, 1940.[1]
- Die Geschichte der Ethnographie Koreas, 1950.[1]